# Ronald Hextall
Ronald Jeffrey Hextall, dit Ron Hextall,  (né le 3 mai 1964 à Brandon, Manitoba, Canada) est un joueur de hockey sur glace qui évoluait au poste de gardien de but. Il a notamment évolué dans la Ligue nationale de hockey pour les Flyers de Philadelphie, les Nordiques de Québec et les Islanders de New York. Il est le fils de Bryan Hextall junior et le petit-fils de Bryan Hextall.

## Biographie
Il est le petit-fils de Bryan Hextall, joueur de la LNH des Rangers de New York. Les Flyers le repêchent au sixième tour du repêchage d'entrée dans la LNH 1982. Hextall est reconnu, particulièrement en début de carrière, pour son tempérament indiscipliné, peu fréquent chez les gardiens de but. Son style peu orthodoxe et son habitude de sortir de ses filets lui permettent de devenir un des rares gardiens à marquer un but.
En 1987, Ron Hextall remporte le trophée Conn-Smythe, remis annuellement au joueur par excellence des séries éliminatoires. Fait peu commun, on lui décerne ce trophée alors que les Flyers et lui s'inclinent en finale de la Coupe Stanley face aux Oilers d'Edmonton. Hextall brille pendant toutes les séries, menant son équipe jusqu'à la série finale, mais se fait également remarquer par ses frasques, notamment lorsqu'il frappe Kent Nilsson, des Oilers, avec son bâton, et au cours d'une bagarre générale survenue lors de la période d'échauffement, avant un match d'une ronde éliminatoire précédente contre les Canadiens de Montréal.
En 1986-1987, il remporte le trophée Vézina remis annuellement au meilleur gardien de but de la LNH en saison régulière.
Hextall joue pour les Flyers de la 1986-1987 jusqu'à 1991-1992 ; il rejoint ensuite les Nordiques de Québec le 30 juillet 1992 dans une transaction impliquant Eric Lindros et Peter Forsberg, Steve Duchesne, Kerry Huffman et Mike Ricci.
Il reste avec les Nordiques jusqu'au 20 juin 1993 où il est échangé aux Islanders de New York avec un choix de première ronde de 1993 pour le gardien Mark Fitzpatrick et un premier choix au repêchage de 1993.
Le séjour d'Hextall avec les Islanders est de courte durée puisqu'il est échangé le 22 septembre 1994 aux Flyers de Philadelphie, avec un choix de sixième ronde en échange du gardien de but Tommy Söderström.
Il prend sa retraite en 1999. Il termine sa carrière dans la LNH avec un total de 2,98 de but encaissés et une moyenne d'efficacité de 89,5 %.
En mai 2014, il est promu directeur général des Flyers de Philadelphie, mais est démis de ses fonctions le 26 novembre 2018.
Le 9 février 2021, il devient directeur général des Penguins de Pittsburgh.

## Records
Avec 584 minutes de pénalité, Hextall est le gardien le plus pénalisé de l'histoire de la LNH ; il enregistre des records de 113 minutes en saison et 115 en séries. Il marque même 2 buts, un le 8 décembre 1987 face aux Bruins de Boston, l'autre le 11 avril 1989 face Capitals de Washington ; les deux buts sont marqués dans l'uniforme des Flyers de Philadelphie, le premier étant le premier but de l'histoire de la LNH marqué physiquement par un gardien.

## Statistiques

### En club
| Saison     | Équipe                   | Ligue      |     | Saison régulière | Saison régulière | Saison régulière | Saison régulière | Saison régulière | Saison régulière | Saison régulière | Saison régulière | Saison régulière | Saison régulière |    | Séries éliminatoires | Séries éliminatoires | Séries éliminatoires | Séries éliminatoires | Séries éliminatoires | Séries éliminatoires | Séries éliminatoires | Séries éliminatoires | Séries éliminatoires |
| Saison     | Équipe                   | Ligue      | PJ  | V                | D                | Pr/N             | Min              | BC               | Moy              | % Arr            | Bl               | Pun              | PJ               | V  | D                    | Min                  | BC                   | Moy                  | % Arr                | Bl                   | Pun                  |                      |                      |
| 1980-1981  | Millionaires de Melville | LHJS       | 37  | 7                | 24               | 0                | 2 001            | 219              | 6,57             |                  | 0                | 0                | -                | -  | -                    | -                    | -                    | -                    | -                    | -                    | -                    |                      |                      |
| 1981-1982  | Wheat Kings de Brandon   | LHOu       | 30  | 12               | 11               | 0                | 1 398            | 133              | 5,71             |                  | 0                | 0                | 3                | 0  | 2                    | 103                  | 16                   | 9,32                 |                      | 0                    |                      |                      |                      |
| 1982-1983  | Wheat Kings de Brandon   | LHOu       | 44  | 13               | 30               | 0                | 2 589            | 249              | 5,77             |                  | 0                | 66               | -                | -  | -                    | -                    | -                    | -                    | -                    | -                    | -                    |                      |                      |
| 1983-1984  | Wheat Kings de Brandon   | LHOu       | 46  | 29               | 13               | 2                | 2 670            | 190              | 4,27             |                  | 0                | 117              | 10               | 5  | 5                    | 592                  | 37                   | 3,75                 |                      | 0                    | 8                    |                      |                      |
| 1984-1985  | Bears de Hershey         | LAH        | 11  | 4                | 6                | 0                | 555              | 34               | 3,68             |                  | 0                | 4                | -                | -  | -                    | -                    | -                    | -                    | -                    | -                    | -                    |                      |                      |
| 1984-1985  | Wings de Kalamazoo       | LIH        | 19  | 6                | 11               | 1                | 1 103            | 80               | 4,35             |                  | 0                | 18               | -                | -  | -                    | -                    | -                    | -                    | -                    | -                    | -                    |                      |                      |
| 1985-1986  | Bears de Hershey         | LAH        | 53  | 30               | 19               | 2                | 3 061            | 174              | 3,41             |                  | 5                | 54               | 13               | 5  | 7                    | 780                  | 42                   | 3,23                 |                      | 1                    | 37                   |                      |                      |
| 1986-1987  | Flyers de Philadelphie   | LNH        | 66  | 37               | 21               | 6                | 3 799            | 190              | 3                | 90,2             | 1                | 6                | 26               | 15 | 11                   | 1 542                | 71                   | 2,76                 | 90,8                 | 2                    | 43                   |                      |                      |
| 1987-1988  | Flyers de Philadelphie   | LNH        | 62  | 30               | 22               | 7                | 3 557            | 208              | 3,51             | 88,5             | 0                | 6                | 7                | 2  | 4                    | 379                  | 30                   | 4,75                 | 84,7                 | 0                    | 30                   |                      |                      |
| 1988-1989  | Flyers de Philadelphie   | LNH        | 64  | 30               | 28               | 6                | 3 756            | 202              | 3,23             | 89,1             | 0                | 8                | 15               | 8  | 7                    | 886                  | 49                   | 3,32                 | 89                   | 0                    | 28                   |                      |                      |
| 1989-1990  | Flyers de Philadelphie   | LNH        | 8   | 4                | 2                | 1                | 419              | 29               | 4,15             | 86,8             | 0                | 14               | -                | -  | -                    | -                    | -                    | -                    | -                    | -                    | -                    |                      |                      |
| 1989-1990  | Bears de Hershey         | LAH        | 1   | 1                | 0                | 0                | 49               | 3                | 3,67             |                  | 0                | 2                | -                | -  | -                    | -                    | -                    | -                    | -                    | -                    | -                    |                      |                      |
| 1990-1991  | Flyers de Philadelphie   | LNH        | 36  | 13               | 16               | 5                | 2 035            | 106              | 3,12             | 89,2             | 0                | 10               | -                | -  | -                    | -                    | -                    | -                    | -                    | -                    | -                    |                      |                      |
| 1991-1992  | Flyers de Philadelphie   | LNH        | 45  | 16               | 21               | 6                | 2 668            | 151              | 3,4              | 88,3             | 3                | 35               | -                | -  | -                    | -                    | -                    | -                    | -                    | -                    | -                    |                      |                      |
| 1992-1993  | Nordiques de Québec      | LNH        | 54  | 29               | 16               | 5                | 2 988            | 172              | 3,45             | 88,8             | 0                | 56               | 6                | 2  | 4                    | 372                  | 18                   | 2,9                  | 91,5                 | 0                    | 0                    |                      |                      |
| 1993-1994  | Islanders de New York    | LNH        | 65  | 27               | 26               | 6                | 3 581            | 184              | 3,08             | 89,8             | 5                | 52               | 3                | 0  | 3                    | 158                  | 16                   | 6,09                 | 80                   | 0                    | 4                    |                      |                      |
| 1994-1995  | Flyers de Philadelphie   | LNH        | 31  | 17               | 9                | 4                | 1 824            | 88               | 2,9              | 89               | 1                | 13               | 15               | 10 | 5                    | 897                  | 42                   | 2,81                 | 90,4                 | 0                    | 4                    |                      |                      |
| 1995-1996  | Flyers de Philadelphie   | LNH        | 53  | 31               | 13               | 7                | 3 102            | 112              | 2,17             | 91,3             | 4                | 28               | 12               | 6  | 6                    | 760                  | 27                   | 2,13                 | 91,5                 | 0                    | 6                    |                      |                      |
| 1996-1997  | Flyers de Philadelphie   | LNH        | 55  | 31               | 16               | 5                | 3 094            | 132              | 2,56             | 89,7             | 5                | 43               | 8                | 4  | 3                    | 444                  | 22                   | 2,97                 | 89,2                 | 0                    | 0                    |                      |                      |
| 1997-1998  | Flyers de Philadelphie   | LNH        | 46  | 21               | 17               | 7                | 2 688            | 97               | 2,17             | 91,1             | 4                | 10               | 1                | 0  | 0                    | 20                   | 1                    | 3                    | 87,5                 | 0                    | 0                    |                      |                      |
| 1998-1999  | Flyers de Philadelphie   | LNH        | 23  | 10               | 7                | 4                | 1 235            | 52               | 2,53             | 88,8             | 0                | 2                | -                | -  | -                    | -                    | -                    | -                    | -                    | -                    | -                    |                      |                      |
| Totaux LNH | Totaux LNH               | Totaux LNH | 608 | 296              | 214              | 69               | 34 746           | 1 723            | 2,98             | 89               | 23               | 584              | 93               | 47 | 43                   | 5 458                | 276                  | 3,03                 | 89,7                 | 2                    | 115                  |                      |                      |

### En équipe nationale
| Saison | Équipe | Ligue                |   | PJ | V | D | Pr/N | Min | BC   | Moy | % Arr | Bl | Pun      |  | Résultat |
| 1992   | Canada | Championnat du monde | 5 | 1  | 2 | 1 | 273  | 13  | 2,86 |     | 0     |    | 7e place |  |          |

## Honneurs et récompenses
- 1986 : reçoit le trophée Dudley-« Red »-Garrett de la meilleure recrue de la LAH
- 1986 : nommé dans la première équipe d'étoiles de la LAH ;
- 1987 : nommé dans l'équipe d'étoiles des recrues de la LNH ;
- 1987 : nommé dans la première équipe d'étoiles de la LNH.